# Ocoa (Chile)
Ocoa (del mapudungún: Wüfkowe ‘lugar de aguas subterráneas’) es un valle y localidad chilena perteneciente a la zona rural de la comuna de Hijuelas, Provincia de Quillota,  Región de Valparaíso. Se ubica al sureste de Hijuelas, entre el río Aconcagua y la cordillera de la Costa. Su poblado se presenta principalmente en el sector de Maitenes de Ocoa y Champa de Ocoa.

## Historia
Cuando los jesuitas se establecieron en las tierras de La Cruz y La Calera, creyeron conveniente agregar una estancia de vacas que los surtiera de productos lácteos. En 1744, los jesuitas compraron los terrenos de Ocoa por cuatro mil pesos de la época. Establecieron una crianza de ganado, que en 1767 superaba las dos mil vacas y contaba con una cantidad similar de ovejas; también sembraron trigo para el consumo doméstico y construyeron un molino cerca de las casas que ocupaban, que se encontraban a los pies del cerro La Calavera. Los jesuitas trabajaban también el cáñamo, con el que fabricaban cordeles para maniobras marítimas. Una de las obras más importantes de los jesuitas fue la construcción de la cuesta Pachacámac, labrada por ellos, que parte de la hacienda del mismo nombre, culebreando los cerros, viniendo a dar a Pocochay, ahorrándose, en aquel tiempo, dos o tres leguas en el camino a Quillota. Además el 1863 fue inaugurada la Estación Ocoa, la cual pertenecía a la línea ferroviaria Santiago-Vaparaíso.

## Etimología
El nombre del sector posiblemente provenga del idioma mapuche "wüfko", manantial temporal, y "we", lugar, es decir, un lugar con un manantial temporal de aguas subterráneas.

## Geografía
Ocoa se encuentra ubicada geográficamente en el centro de Chile Continental, en el Valle del Aconcagua, entre la cordillera de los Andes y la cordillera de la Costa, de hecho, se encuentra ubicada a los pies de la Cordillera de la Costa. Su clima es mediterráneo, lo que favorece la producción de flores, frutas y hortalizas.
Cerca de esta localidad se encuentra el parque nacional La Campana, reserva de la biosfera desde 1985, famoso por contar con los últimos bosques de palma chilena y por el cerro La Campana, que le da su nombre, cuya cumbre fue alcanzada en 1834 por el célebre naturalista inglés Charles Darwin.

### Relieve
Es un valle montañoso de la cordillera de La Costa con 166 km² y su altitud media es de 300 m s. n. m.

### Clima
Ocoa pertenece a un clima de influjo templado seco, conocido como mediterráneo, caracterizado por contar con un período de sequía estival y otro con precipitaciones y bajas temperaturas durante el invierno.
Entre los meses de octubre y abril, la alta presión del Pacífico sur oriental se desplaza hacia latitudes más meridionales, manteniendo bajo su influencia la zona central de Chile, impidiendo el paso de las borrascas o sistemas frontales, ocasionando una ausencia de precipitaciones. Sin embargo, en los meses restantes, aquella alta presión se retira a latitudes más septentrionales, pudiendo con esto ingresar sistemas de baja presión, produciéndose en varias ocasiones precipitaciones líquidas, que terminarán recargando el caudal de los cursos de agua de la zona.

### Hidrografía
Ocoa se encuentra insertado en la cuenca de drenaje del estero Rabuco, que es, a su vez, una subcuenca del río Aconcagua, y que, por ende, desaguan sus aguas en este último. El régimen hidrológico del señalado estero es pluvial, alimentado por las precipitaciones líquidas que caen al interior de la divisoria local de aguas, que corresponde a la sección de la cordillera de a Costa para dicha extensión. Su caudal es mayor durante los meses de invierno.

### Territorio
Ocoa abarca todos los sectores de la comuna de Hijuelas que están al sur del río Aconcagua, es decir:
- La Febre.
- Vista Hermosa.
- La Champa de Ocoa.
- Maitenes de Ocoa.
- Villa Prat.
- Rabuco.
- Hualcapo.
- Las Palmas de Ocoa.
- Oasis de La Campana.

## Demografía
La población de Ocoa es de aproximadamente 5000 personas, distribuidas en todo el valle. Su urbanización es mediana, sin embargo, la principal zona de desarrollo y urbanidad está en Maitenes de Ocoa, La Champa de Ocoa, Villa Prat y Rabuco, que cuentan con comercio, restaurantes, postas rurales de atención médica, agua potable, escuelas básicas, jardines infantiles, cuerpo de bomberos, plazas y medialunas para rodeos.

## Economía
La economía de la zona está constituida principalmente por la ganadería, la agricultura, la apicultura, vinicultura y la producción de flores, bulbos y semillas, las cuales son exportadas a nivel nacional e internacional a países como Japón y Holanda. Otra fuente de ingresos es la del turismo, ya que aquí se encuentra el parque nacional La Campana.